# Bougouni
Bougouni är en ort i Mali.   Den ligger i regionen Sikasso, i den sydvästra delen av landet, 150 km söder om huvudstaden Bamako. Bougouni ligger 349 meter över havet och antalet invånare är 35 450.
Terrängen runt Bougouni är platt. Runt Bougouni är det ganska glesbefolkat, med 43 invånare per kvadratkilometer. Det finns inga andra samhällen i närheten. Omgivningarna runt Bougouni är en mosaik av jordbruksmark och naturlig växtlighet.